# Unitarian Universalism
Unitarian Universalism (UU) är en liberal religion som kännetecknas av en "fri och ansvarsfull sökning efter sanning och mening". Unitarian Universalister har ingen trosbekännelse, men istället förenas de av sitt gemensamma sökande efter andlig tillväxt. Som sådan inkluderar deras församlingar många ateister, agnostiker och teister inom sitt medlemskap. Unitarian Universalisms rötter är i den liberala kristendomen, särskilt unitarianism och universalism. Unitarian Universalister menar att det från dessa traditioner kommer djup hänsyn till intellektuell frihet och inkluderande kärlek. Man söker också inspiration och insikter från alla större världsreligioner.
Bland unitariska universalister återfinns åskådningar: ateism, agnosticism, panteism, deism, judendom, islam, kristendom, neopaganism, hinduism, buddhism, daoism, humanism, bahá'í och många flera. De flesta Unitarian Universalism-anhängare är medlemmar i Unitarian Universalist Association (UUA).